# Cycles (альбом The Doobie Brothers)
Cycles — десятый студийный альбом американской группы The Doobie Brothers, вышедший в 1989 году.

## Список композиций
| №  | Название                           | Автор(ы)                                                  | Длительность |
| -- | ---------------------------------- | --------------------------------------------------------- | ------------ |
| 1. | «The Doctor»                       | Том Джонстон, Чарли Миднайт, Эдди Шварц                   | 3:43         |
| 2. | «One Chain (Don’t Make No Prison)» | Деннис Ламберт, Брайан Поттер                             | 3:58         |
| 3. | «Take Me to the Highway»           | Патрик Симмонс, Дейл Окерман, Том Фэдель, Миднайт, Шварц) | 3:19         |
| 4. | «South of the Border»              | Том Джонстон                                              | 4:20         |
| 5. | «Time Is Here and Gone»            | Бобби Лакайнд, Джон Макфи, Кит Кнудсен                    | 3:50         |

| №                   | Название                                  | Автор(ы)                                                                            | Длительность |
| ------------------- | ----------------------------------------- | ----------------------------------------------------------------------------------- | ------------ |
| 1.                  | «Need a Little Taste of Love»             | Марвин Айзли, Эрни Айзли, Рональд Айзли, О’Келли Айзли, Рудольф Айзли, Крис Джаспер | 4:03         |
| 2.                  | «I Can Read Your Mind»                    | Патрик Симмонс, Дейл Окерман, Крис Томпсон                                          | 4:23         |
| 3.                  | «Tonight I’m Coming Through (The Border)» | Бобби Лакайнд, Майкл Макдональд                                                     | 4:27         |
| 4.                  | «Wrong Number»                            | Том Джонстон                                                                        | 4:07         |
| 5.                  | «Too High a Price»                        | Бобби Лакайнд, Зик Цирнгайбель, Джон Херрон                                         | 4:12         |
| Общая длительность: | Общая длительность:                       | Общая длительность:                                                                 | 40:22        |

## Участники записи
Приведены по сведениям базы данных Discogs, нумерация треков указана по изданию в формате компакт-диска.
The Doobie Brothers:
- Том Джонстон[англ.] — гитара, вокал (ведущий вокал в песнях 1, 2, 4—6, 8, 9)
- Патрик Симмонс[англ.] — гитара, вокал (ведущий вокал в песнях 3, 7, 10)
- Тиран Портер[англ.] — бас, вокал
- Джон Хартман[англ.] — ударные
- Майкл Хоссек — ударные, перкуссия
- Бобби Лакайнд[англ.] — перкуссия, вокал

| Приглашённые музыканты: - Билл Пейн — клавишные - Дэвид Тайсон — клавишные - Ким Баллард — клавишные - Дейл Окерман — клавишные - Филип Ааберг — клавишные - Дон Франк — электронные барабаны - The Memphis Horns — духовая секция - Уэйн Джексон - Эндрю Лав - Рем Смайерс — клавитара - Шеннон Эйгсти — клавишные (в песне 3) | Технический персонал: - Эдди Шварц — продюсер - Чарли Миднайт — продюсер - Родни Миллс — продюсер - Том Садзек — звукоинженер - Девон Бернадони — звукоинженер - Джим Гейнс — звукоинженер - Родни Миллс — звукоинженер, ассистент продюсера - Джеффри Норман — звукоинженер - Боб Людвиг — инженер мастеринга - Брайан Уэйи — инженер ремикширования и программирования - Бобби Лакайнд — дирижёр - Томми Стил — арт-директор - Джеффри Фей — дизайнер - Том Келлер — фотограф - Том Никоси — разработка логотипа |

## Позиции в хит-парадах
| Год  | Хит-парад                      | Высшая позиция | Пребывание в чарте |
| ---- | ------------------------------ | -------------- | ------------------ |
| 1989 | Австралия (ARIA)               | 44             | 3 недели           |
| 1989 | Канада (RPM Albums Chart)      | 8              | 21 неделя          |
| 1989 | Нидерланды (Album Top 100)     | 69             | 5 недель           |
| 1989 | Новая Зеландия (RMNZ)          | 32             | 2 недели           |
| 1989 | США (Billboard Top Pop Albums) | 17             | 20 недель          |

| Год  | Хит-парад                | Позиция |
| ---- | ------------------------ | ------- |
| 1989 | Канада (RPM Year-End)    | 51      |
| 1989 | США (Billboard Year-End) | 90      |

| Регион                                                      | Сертификация | Продажи  |
| ----------------------------------------------------------- | ------------ | -------- |
| США (RIAA)                                                  | Золотой      | 500 000^ |
| ^ Данные о тиражах приведены только на основе сертификации. |              |          |